# Skällingesjö
Skällingesjö är en sjö omedelbart öster om samhället Skällinge i Varbergs kommun i Halland och ingår i Himleåns huvudavrinningsområde. Sjön är 26 meter djup, har en yta på 0,266 kvadratkilometer och befinner sig 69,1 meter över havet. Vid provfiske har abborre, gädda och mört fångats i sjön.

## Delavrinningsområde
Skällingesjö ingår i delavrinningsområde (634252-129842) som SMHI kallar för Ovan Stenån. Medelhöjden är 89 meter över havet och ytan är 28,73 kvadratkilometer. Räknas de 7 avrinningsområdena uppströms in blir den ackumulerade arean 46,12 kvadratkilometer. Avrinningsområdets utflöde Himleån mynnar i havet. Avrinningsområdet består mestadels av skog (64 %) och jordbruk (22 %). Avrinningsområdet har 0,87 kvadratkilometer vattenytor vilket ger det en sjöprocent på 3 %. Bebyggelsen i området täcker en yta av 0,35 kvadratkilometer eller 1 % av avrinningsområdet.